# Prêmio Neuroplasticidade
O Prêmio Neuroplasticidade (em inglês:  Neuronal Plasticity Prize) é um prêmio anual em ciências, concedido desde 1990 pela fundação Ipsen a três pesquisadores na área da neuroplasticidade.
O juri decide sobre a concessão do prêmio com base no desempenho científico e nos artigos publicados. Não é prevista uma inscrição para o prêmio. Seu montante financeiro é dotado com 60 mil euros (situação em 2011).

## Recipientes
- 1990 Albert Aguayo, Anders Bjorklund e Fred Harrison Gage – Neuronal grafting
- 1991 Ursula Bellugi, Wolf Singer e Torsten Wiesel – Plasticity in the visual system
- 1992 Philippe Ascher, Kjell Fuxe e Terje Lømo – Interactions at the receptors level
- 1993 Per Andersen, Masao Itō e Constantino Sotelo – Neuronal plasticity at the synaptic level in the hippocampus und the cerebellum
- 1994 Mariano Baarbacid, Yves-Alain Barde e Hans Thoenen – Neurotrophic factors
- 1995 Jacques Melher, Brenda Milner e Mortimer Mishkin – Cognitive processes in humans und primates
- 1996 Friedrich Bonhoeffer, Corey Goodman e Marc Tessier-Lavigne – Axonal guidance
- 1997 António Damásio, Richard Frackowiak e Michael Merzenich – Brain maps und their plasticity
- 1998 Heinrich Betz, Gerald Fischbach e Uel McMahan – Formation of synapses at the molecular level
- 1999 Masakazu Konishi, Peter Marler e Fernando Nottebohm – Animal models
- 2000 Tomas Hökfelt, Lars Olson e Lars Terenius – Neuromodulation in neuronal plasticity
- 2001 Albert Galaburda, John Morton e Elizabeth Spelke – Psychological development in children
- 2002 Arturo Alvarez-Buylla, Ronald McKay e Samuel Weiss – Stem cells in the central nervous system
- 2003 François Clarac, Sten Grillner e Serge Rossignol – Motor control
- 2004 James Gusella, Jean-Louis Mandel e Huda Zoghbi – Triplet diseases und neuronal plasticity
- 2005 Ann Graybiel, Trevor Robbins e Wolfram Schultz – Motivation und associative learning
- 2006 Eckart Gundelfinger, Mary Kennedy e Morgan Sheng – Synapse protein complexes in neuronal plasticity
- 2007 Nikos Logothetis, Giacomo Rizzolatti e Keiji Tanaka – Neurophysiology of cognition
- 2008 Jean-Pierre Changeux, Peter W. Kalivas e Eric J. Nestler – Molecular targets of drugs abuse
- 2009 Alim-Louis Benabid, Apostolos Georgopoulos e Miguel Nicolelis – Brain-Machine interaction
- 2010 Thomas Insel, Bruce S. McEwen e Donald Pfaff – Neuroendocrine control of behavior
- 2011 Helen J. Neville, Isabelle Peretz e Robert J. Zatorre – Music and Brain Plasticity
- 2012 Catherine Dulac, Michael Meaney J. David Sweatt – Epigenetics and brain function
- 2013 Tim V. P. Bliss, Richard Morris e Yadin Dudai – Mechanisms of memory
- 2014 Barry Everitt, George F. Koob e Michel Le Moal – Neuropsychology of drug addiction
- 2015 Mark Bear, David Porteous e Thomas Bourgeron – Genes, Synapses and Psychiatric Disorders[1]
- 2016 Pierre Magistretti (Lausanne, Schweiz), David Altwell (London, Vereinigtes Königreich), Marcus Raichle (St. Louis, Vereinigte Staaten)